# Anne-Karin Glase
Anne-Karin Glase (* 24. Juli 1954 in Neuruppin) ist eine deutsche Politikerin (CDU).

## Leben und Ausbildung
Anne-Karin Glase besuchte die Polytechnische Oberschule in Neuruppin und machte eine Ausbildung zur Kinderkrankenschwester. Sie arbeitete als Gesundheitsfürsorgerin, Fürsorgerin im Jugendgesundheitsschutz und Fürsorgerin für Haut- und Geschlechtskranke.
Anne-Karin Glase ist Mitglied der evangelischen Kirche, verheiratet und hat zwei Kinder.

## Politik
Anne-Karin Glase ist seit 1986 Mitglied der CDU. Sie war stellvertretende Landesvorsitzende der Frauen-Union Brandenburg, Mitglied des Bundesvorstandes der Frauen-Union und des CDU-Bundesvorstandes.

## Abgeordnete
Anne-Karin Glase war vom 18. März 1990 bis zum 3. Oktober 1990 Mitglied der letzten Volkskammer der DDR (10. Wahlperiode). Sie wurde im Wahlkreis 12 (Potsdam) gewählt. In der Volkskammer war sie Vorsitzende des Ausschusses für wirtschaftliche Zusammenarbeit. 1991 bis 1994 war sie Abgeordnete mit Beobachterstatus, von 1994 bis 2004 reguläre Abgeordnete im Europaparlament.
Seit 2000 ist sie Vorsitzende des Verbandes Kompetenz-Zentrum Konversion/Kampfmittelräumung e. V. (Komzet e. V.).